# Наслідки (фільм, 2017)
«Наслідки» (англ. The Aftermath) — американський драматичний художній фільм 2017 року режисера Еліота Лестера за сценарієм Хав'єра Гуйона та з Арнольдом Шварценеггером, Скутом Макнейрі і Меггі Грейс у головних ролях. Фільм заснований на реальних подіях, хоч імена, національності персонажів, місця та деталі інциденту були змінені.

## Сюжет
У фільмі розповідається про одну з найтрагічніших авіакатастроф у післявоєнній історії німецької цивільної авіації, зіткнення літаків, яке сталося поблизу міста Юберлінген, над Боденським озером у південній Німеччині.
Через необережні дії авіадиспетчера «Джейка» Бонаноса (Скут Макнейрі) головний герой фільму Роман Мельник (Арнольд Шварценеггер) втратив у авіакатастрофі дружину та дочку, що була вагітною.
Слідство не вважає «Джейка» винним у загибелі пасажирів, а адвокат радить йому переїхати в інший штат і взяти нове ім'я для безпеки його та його сім'ї. Однак невтішний батько не може з цим погодитися і планує помсту …

## Ролі виконують
- Арнольд Шварценеггер — Роман Мельник (на основі Віталія Калоїва)
- Скут Макнейрі — Джейкоб «Джейк» Бонанос
- Меґґі Ґрейс — Крістіна
- Ганна Вейр — Тесса
- Гленн Моршауер[en] — Метт
- Мартін Донован[en] — Роберт
- Льюїс Пульман — Семюель

## Навколо фільму
- Події, на основі яких створений фільм, розвивалися в 2002 році так. На зафрахтованому літаку «Ту-154» з Москви до Барселони на канікули летіли 45 башкирських дітей з Уфи, кілька опікунів та мати з донькою. Екіпаж складався з п'яти осіб: двох пілотів, штурмана та двох диспетчерів. На борту іншого транспортного літака «Боїнга» було тільки два пілоти — капітан і перший офіцер.

Внаслідок нечітких дій авіадиспетчера Пітера Нільсена літаки зіткнулися. Під час аварії загинула 71 особа, з них 46 дітей. Серед загиблих були дружина та двоє дітей російського архітектора Віталія Калоєва. Не вважаючи, що покарання, встановлене законом, справедливе, Калоєв убив авіадиспетчера Пітера Нільсена.
- Фільмування розпочалося 14 грудня 2015 року в Колумбусі (Огайо), хоча раніше початок був запланований на 6 грудня.[2]

- Іоланда Гарріс, яка грає репортерку, дійсно є журналісткою, яка добре відома на більшій частині штату Огайо.